# Toma Petre Ghițulescu
Toma Petre Ghițulescu, född 29 juni 1902 i Giurgiu, död 26 oktober 1983, var en rumänsk bobåkare. Han deltog vid olympiska vinterspelen i Sankt Moritz 1928. Hans lag kom på sjunde plats.